# Сепульведа (комарка)

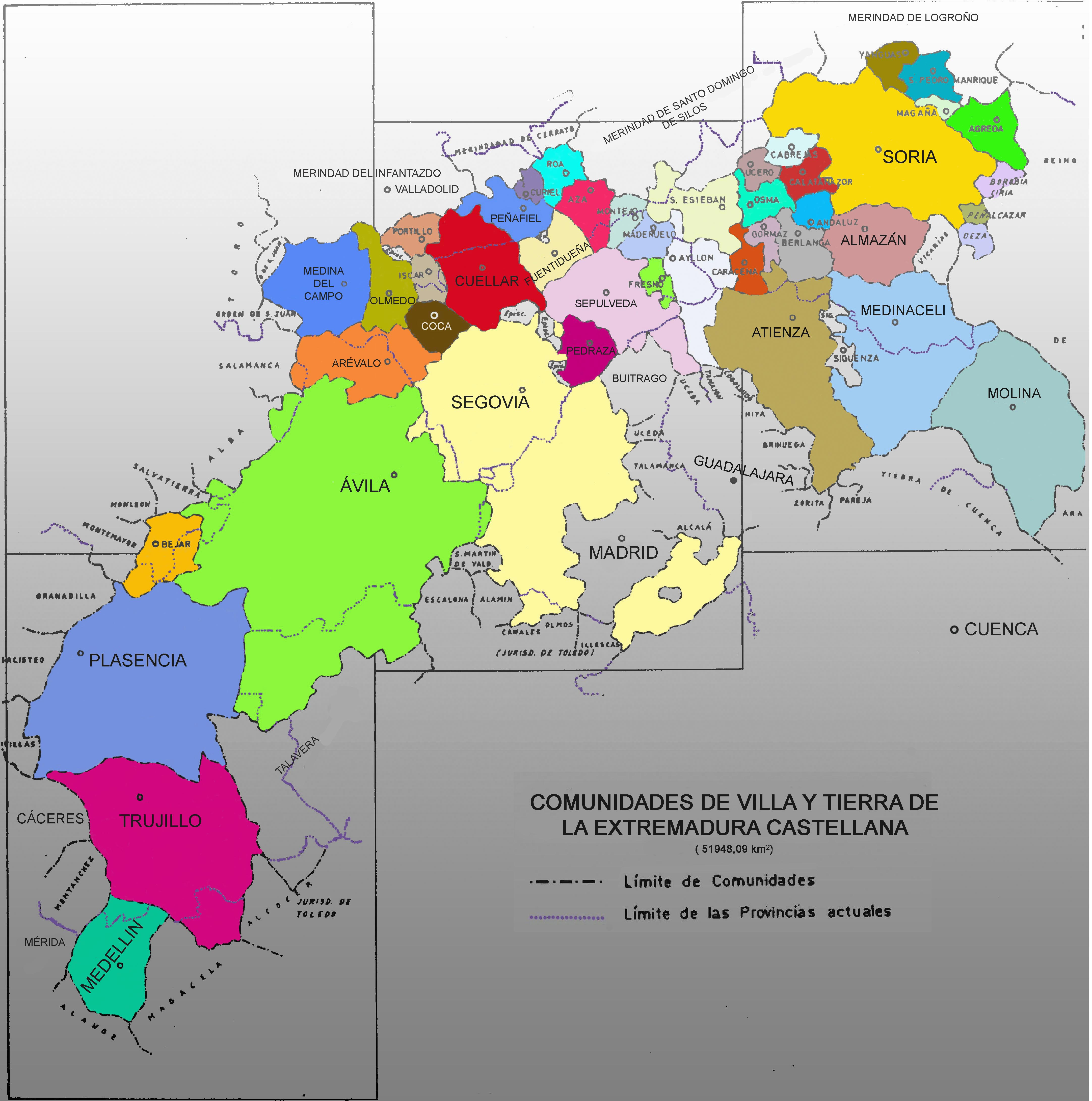
Структура сообществ Вилья-и-Терра

Сепульведа (исп. Comunidad de Villa y Tierra de Sepúlveda)  — район (комарка) в Испании, входит в провинцию Сеговия в составе автономного сообщества Кастилия и Леон. Называется также "Вилья-и-Терра-де-Сепульведа". 

## Муниципалитеты
1. Альдеалькорво
2. Альдеонте
3. Барболья
4. Берсимуэль
5. Босегильяс
6. Кабесуэла
7. Канталехо
8. Карраскаль-дель-Рио
9. Касла
10. Кастильехо-де-Меслеон
11. Кастрохимено
12. Кастросерна-де-Абахо
13. Кастросеррасин
14. Сересо-де-Абахо
15. Сересо-де-Арриба
16. Прадалес
17. Кондадо-де-Кастильново
18. Дуруэло
19. Энсинас
20. Фресно-де-ла-Фуэнте
21. Фуэнтерребольо
22. Грахера
23. Навалилья
24. Наварес-де-Аюсо
25. Наварес-де-Энмедио
26. Наварес-де-лас-Куэвас
27. Пахарехос
28. Прадена
29. Сан-Педро-де-Гаильос
30. Санта-Марта-дель-Серро
31. Санто-Томе-дель-Пуэрто
32. Себулькор
33. Сепульведа
34. Сотильо
35. Уруэньяс
36. Валье-де-Табладильо
37. Вальеруэла-де-Сепульведа
38. Вентосилья-и-Техадилья